# Leo Beenhakker
Leo Beenhakker (Róterdam, 2 de agosto de 1942-Róterdam, 10 de abril del 2025)fue un futbolista, entrenador y directivo de fútbol neerlandés. Su larga trayectoria como estratega incluye etapas exitosas en equipos como Real Madrid y Ajax de Ámsterdam, breves pasos por distintas selecciones nacionales (participando en dos Copas del Mundo: los Países Bajos en Italia 1990 y Trinidad y Tobago en Alemania 2006), cargos de dirección deportiva, asesorías técnicas y trabajo en fuerzas básicas. Fue uno de los varios técnicos neerlandeses que reivindicaron como estilo de juego a seguir el denominado fútbol total, creado por Rinus Michels, a quien Beenhakker consideraba como su maestro.

## Biografía

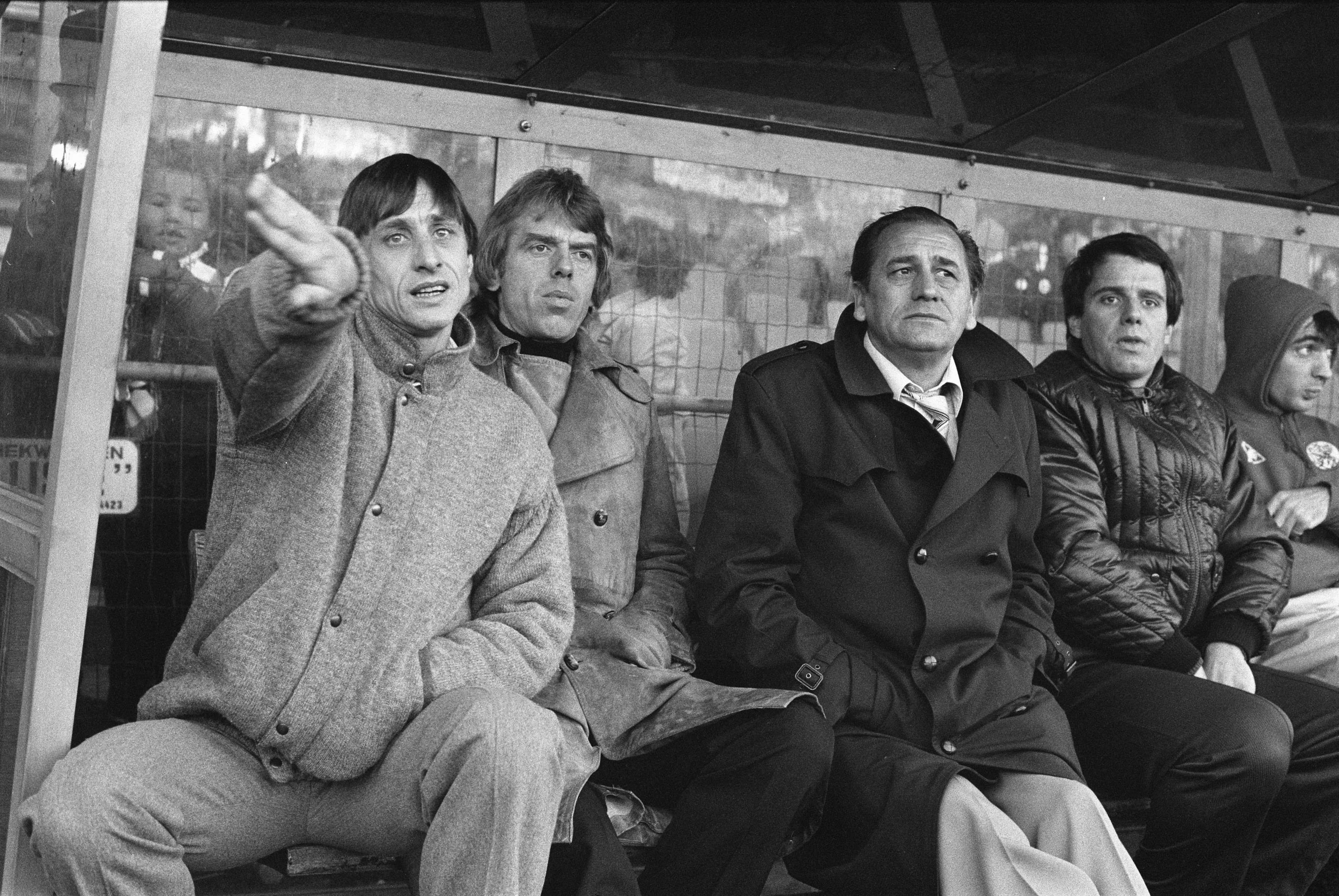
Johan Cruijff y Beenhakker en un partido del Ajax en 1980.

Su infancia no fue fácil, ya que su padre murió cuando era adolescente y tuvo que trabajar para ayudar a la economía familiar. Al tiempo que trabajaba de electricista jugaba en equipos locales. Como jugador solo participó en la segunda división como extremo derecho del Xerxes. Pero una lesión a los 19 años lo obligó a cambiar sus aspiraciones de ser futbolista y comenzó a realizar el curso de entrenador. Su primer trabajo fue como entrenador del equipo amateur SV Epe entre 1965 y 1967. Posteriormente, fue auxiliar técnico del entrenador checo František Fadrhonc en el Go Ahead Eagles del máximo circuito, en la campaña 1967-68, misma en la que el conjunto terminara en tercera posición solo detrás del Ajax y el Feyenoord. Su primer acercamiento con el balompié profesional fue en 1968 al ser contratado por el SC Veendam, club de la segunda división neerlandesa. A los 25 años, se había convertido en el entrenador más joven con licencia tipo A en los Países Bajos. Durante su estancia de cuatro años en dicho club, su posición más alta en la tabla fue el séptimo sitio en la campaña 1968-69. Entre 1972 y 1975 dirigió al Cambuur Leeuwarden, también del circuito de ascenso, sin conseguir el mismo.
Debutó en la Eredivisie, la primera división del fútbol neerlandés, en la campaña 1975-76, como director técnico del Go Ahead Eagles, concluyendo en decimotercera posición. En 1976 se integró como entrenador en el esquema de fuerzas básicas del Feyenoord, empleo que desempeñó hasta que fue llamado como auxiliar del entrenador Cor Brom del Ajax en la campaña 1978-79. En dicho ciclo fue parte del equipo que conquistó la Copa de los Países Bajos.
Finalmente asumió la dirección técnica del Ajax en la temporada 1979-80. Luego de una serie de entrenadores que habían cambiado el tradicional estilo de juego del club por esquemas más conservadores, Beenhakker retomó el sistema de fútbol total que caracterizó al equipo a principios de la década. En su primera campaña consiguió el título de liga al liderar la clasificación general con cincuenta puntos (tres más que el subcampeón AZ Alkmaar) producto de 22 victorias, 6 empates y solo 6 derrotas; ello al tiempo de concluir como subcampeón de la Copa de los Países Bajos al caer con 3-1 con Feyenoord. En esta misma temporada logró retomar el protagonismo perdido internacionalmente, en la Copa de Campeones de Europa 1979-80, al conseguir llegar hasta la fase de semifinales, luego de un paso muy destacado a la ofensiva, anotando 30 goles en seis partidos. No pudo refrendar lo hecho en fases previas al caer en el global 2-1 ante el equipo inglés Nottingham Forest (a la postre campeón). En su segunda campaña al frente del equipo, concluyó como subcampeón, doce puntos por debajo del AZ Alkmaar. Mientras que en la Copa de Campeones de Europa 1980-81 quedó eliminado en los octavos de final ante Bayern Múnich con global de 6-3.
Al comienzo de la temporada 1981-82 asumió la dirección técnica del Real Zaragoza, equipo español al que encabezaría durante tres temporadas. Periodo en el que si bien, mantuvo estable al equipo, no logró clasificarlo a competencias europeas. En la campaña 1984-85 fue director técnico del FC Volendam.
En 1986 fue contratado por Ramón Mendoza para ser director técnico del Real Madrid, en ese momento vigente campeón de la liga española y bicampeón de la Copa UEFA, y sustituyendo al entrenador Luis Molowny. Inicio con esto la etapa más prolífica y exitosa de su carrera al encabezar una de las etapas más destacadas y notables de la historia madridista, la denominada Quinta del Buitre. Dirigiendo elementos tales como Emilio Butragueño, Miguel Pardeza, Manolo Sanchís, Míchel González, Rafael Martín Vázquez Rafael Gordillo, Paco Buyo, Juanito, Fernando Hierro, Bernd Schuster y el goleador Hugo Sánchez. Beenhakker habría de continuar la hazaña iniciada por Molowny (concluida por John Benjamin Toshack en 1989-90), concretando el segundo pentacampeonato en la liga española, el anterior también logrado por el equipo en los años 1960.  Hazaña también individual, al ser el primer técnico extranjero en lograr tres campeonatos consecutivos.
Su primera campaña (1986-87) sería la temporada de liga más larga de la historia, pues se desarrolló con una fase final y fue conocida como la liga del play-off. Los seis primeros clasificados en las 34 jornadas habituales jugaron una nueva ronda de liguilla a doble partido entre ellos, manteniendo la puntuación de la liga regular. Estos seis primeros disputaron el título. Al final, se coronó el equipo con 66 puntos (tres más que el subcampeón Barcelona) producto de 27 victorias, 12 empates y 5 derrotas, con un balance goleador de 84 tantos a favor y 37 en contra. En la Copa del Rey cayó 4-3 en el global con Atlético de Madrid dentro de las semifinales. Mientras que en la Copa de Campeones de Europa 1986-87 caería también en la fase semifinal con global de 4-2 frente a Bayern Múnich.
En la campaña 1987-88 consiguió el tricampeonato para el equipo, de manera más holgada, con nueve puntos de ventaja sobre el subcampeón la Real Sociedad. En suma 62 puntos luego de 28 victorias, 6 empates y 4 derrotas (95 goles a favor y 26 en contra). Curiosamente la Real Sociedad había sido su victimario en las semifinales de la Copa del Rey. En tanto que en el plano internacional, nuevamente quedó a solo un paso de disputar la final de la Copa de Europa tras caer eliminado en semifinales por el PSV Eindhoven, futuro campeón de aquella edición, en la llamada «Noche negra de Eindhoven».
La tercera temporada, 1988-89, sería muy destacada estadísticamente, pues el tetracampeonato se consiguió luego de solo caer en una ocasión en toda la campaña, además de 25 victorias y 12 empates, igualando los 62 puntos del torneo pasado (91 goles a favor y 37 en contra), superó en esta ocasión al Barcelona, ahora con cinco puntos. Mientras que en la Copa del Rey, finalmente pudo obtener el campeonato y con ello el doblete (y en consecuencia la Supercopa), al vencer 1-0 en la final a Real Valladolid.
Para 1989, volvió con el Ajax de Ámsterdam para repetir el campeonato de la liga en 1990. En ese mismo año, volvió a dirigir a la selección neerlandesa y al Ajax de 1990 a 1991.
En 1992, regresó al Real Madrid CF. Con el Grasshoppers de Suiza, estuvo durante la temporada 1992-1993 y posteriormente en la selección de fútbol de Arabia Saudita de 1993 a 1994.
Llegó al Club América para la temporada 1994-95. El técnico tomó las riendas del equipo el 15 de junio de 1994, en sustitución de Miguel Ángel López, después de la Copa del Mundo de Estados Unidos 1994. Anunció las contrataciones del camerunés François Omam-Biyik y el zambiano Kalusha Bwalya.
Desde las primeras fechas, América comenzó a exhibir un fútbol inusual en México, con un estilo de juego vertical y ofensivo, con base en un buen cuadro de jugadores mexicanos como Luis Roberto Alves «Zaguinho», Juan Hernández, Raúl Rodrigo Lara, Joaquín del Olmo, y el juvenil canterano Cuauhtémoc Blanco. Quienes congeniaron con el estilo de los refuerzos africanos.
Con el neerlandés en el banquillo, América llegó a la jornada 33 (habiendo descansado en 2 por el número impar de equipos contendientes) con 31 partidos jugados, 18 ganados, 9 empates y 4 derrotas (45 puntos y una efectividad de 72.5 %), un balance goleador de 78 goles a favor (2.51 por juego) y 40 en contra, ubicado en el liderato general y con la clasificación asegurada a la liguilla faltando 5 partidos por disputarse.
Sin embargo, el 6 de abril de 1995 se anunció su separación del club, por parte de la directiva, permaneciendo durante muchos años en duda el porqué de su despido. El equipo no se recuperó anímicamente y, dirigido primero por Emilio Ferrera y luego por Mirko Jozic, fue eliminado en semifinales por Cruz Azul.
El martes 16 de marzo de 2010, en entrevista vía telefónica para el programa de televisión Los invitados del Cuau, que conducía Cuauhtémoc Blanco en la cadena Fox Sports, Leo Beenhakker declaró que el entonces presidente del América, Emilio Diez Barroso, le ordenó al neerlandés no alinear a Joaquín del Olmo por presuntos conflictos económicos entre el presidente y el jugador. Beenhakker al negarse y ponerlo a jugar, fue contactado por Giuseppe Rubolotta, entonces vicepresidente del América, «para que hiciera maletas».
Luego se dirigió al Istanbulspor AS, para volver a México a dirigir al Club Deportivo Guadalajara desde el 3 de noviembre de 1995, con estas mismas se desató un Clásico controversial contra su exequipo el América, ya que los tapatíos dieron la vuelta en el marcador llevándose el triunfo de 3-2 en el Azteca. De 1996 a 1997 dirigió al Vitesse Arnhem. Ese mismo año, llegó al Feyenoord y conquistó la liga de los Países Bajos en 1999.
De 2000 a 2003 fue director deportivo del Ajax, durante este periodo, despidió a Co Adriaanse sustituyéndolo por Ronald Koeman. Regresó a México para volver a dirigir al América en el Torneo Apertura 2003, y el Clausura 2004 donde llevó al equipo a cuartos de final donde serían eliminados por el Toluca sin su afición gracias a una bronca efectuada mientras participaban en los octavos de final de la Copa Libertadores contra el Sao Caetano de Brasil. En mayo de 2007, el Feyenoord requirió de sus servicios para dirigir al primer equipo en los playoffs de la temporada 2006-2007.
Fue entrenador de la selección de fútbol de Países Bajos en el Mundial de Italia 90, donde llegó a octavos de final, y después dirigió a la selección de fútbol de Trinidad y Tobago en su primera Copa del Mundo en Alemania 2006, quedando en primera ronda, pero obtuvieron un punto importante en el empate a cero ante la selección de fútbol de Suecia. Terminando ese mundial, dirigió a la selección de fútbol de Polonia, desde el 11 de julio de 2006 hasta el 10 de septiembre de 2009, cuando fue cesado tras la eliminación definitiva de la clasificación para la Copa Mundial de Fútbol de 2010.

## Carrera como entrenador

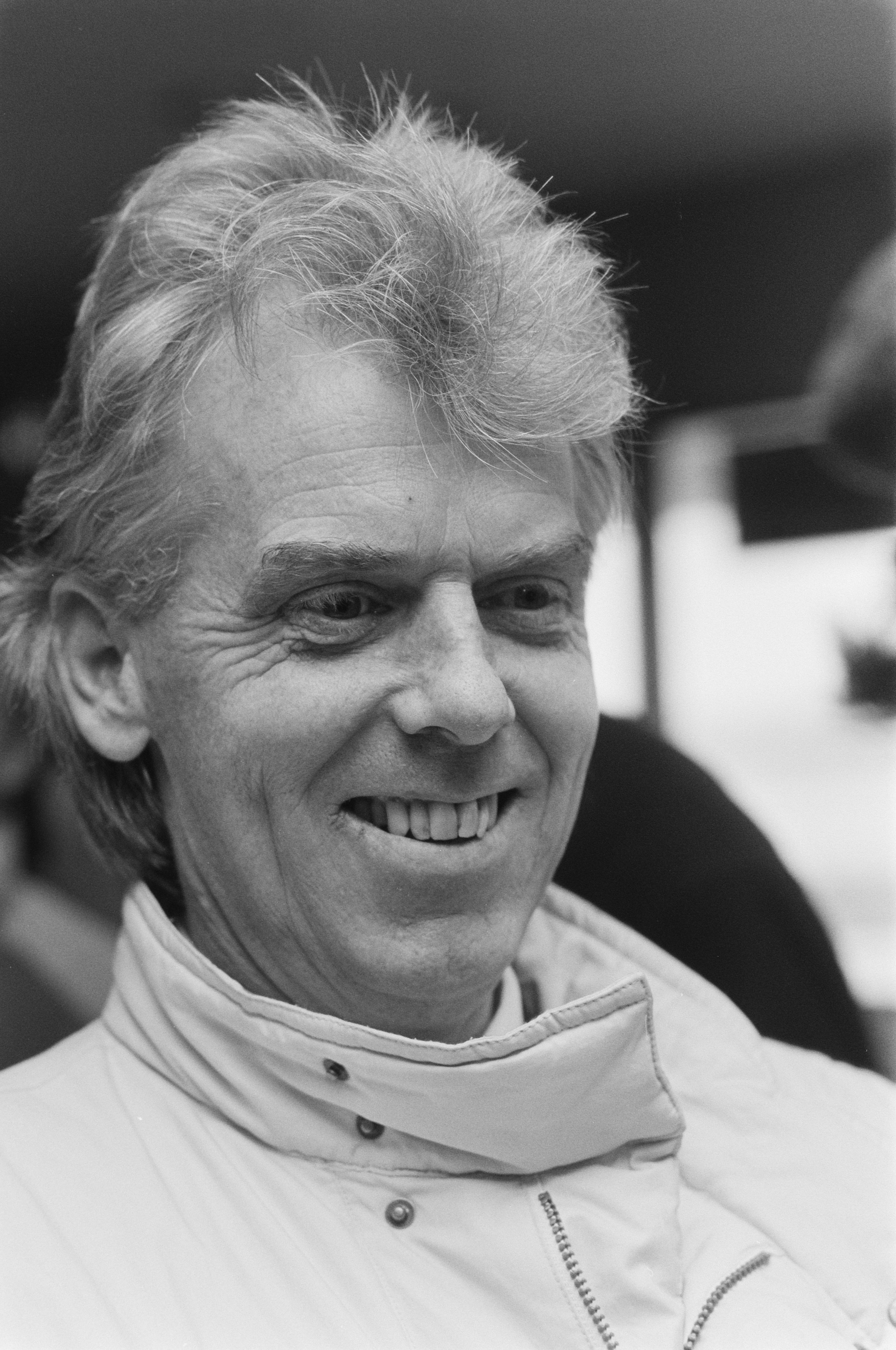
Leo Beenhakker durante su etapa en el Real Madrid C. F., donde dirigió al equipo un total de 139 encuentros entre 1986 y 1992.

### Clubes
| Club                     | País         | Periodo   |
| ------------------------ | ------------ | --------- |
| Ajax de Ámsterdam        | Países Bajos | 1979-1981 |
| Real Zaragoza            | España       | 1981-1984 |
| FC Volendam              | Países Bajos | 1985      |
| Real Madrid              | España       | 1986-1989 |
| Ajax de Ámsterdam        | Países Bajos | 1989-1991 |
| Real Madrid              | España       | 1992      |
| Grasshopper              | Suiza        | 1992-1993 |
| América                  | México       | 1994-1995 |
| Istanbulspor AŞ          | Turquía      | 1995      |
| Guadalajara              | México       | 1995-1996 |
| SBV Vitesse              | Países Bajos | 1996-1997 |
| Feyenoord Róterdam       | Países Bajos | 1997-2000 |
| América                  | México       | 2003-2004 |
| De Graafschap Doetinchem | Países Bajos | 2004-2005 |

### Selecciones
| País              | Periodo   |
| ----------------- | --------- |
| Países Bajos      | 1985-1986 |
| Países Bajos      | 1990      |
| Arabia Saudita    | 1993-1994 |
| Trinidad y Tobago | 2005-2006 |
| Polonia           | 2006-2009 |

### Palmarés como entrenador
| Título                        | Equipo             | País         | Año     |
| ----------------------------- | ------------------ | ------------ | ------- |
| Eredivisie                    | Ajax de Ámsterdam  | Países Bajos | 1979-80 |
| Primera división              | Real Madrid        | España       | 1986-87 |
| Primera división              | Real Madrid        | España       | 1987-88 |
| Supercopa de España           | Real Madrid        | España       | 1988    |
| Copa del Rey                  | Real Madrid        | España       | 1988-89 |
| Primera división              | Real Madrid        | España       | 1988-89 |
| Supercopa de España           | Real Madrid        | España       | 1989    |
| Eredivisie                    | Ajax de Ámsterdam  | Países Bajos | 1989-90 |
| Eredivisie                    | Feyenoord Róterdam | Países Bajos | 1998-99 |
| Supercopa de los Países Bajos | Feyenoord Róterdam | Países Bajos | 1999    |

## Últimos años y fallecimiento
Después de haberse retirado de la carrera como entrenador, paso su vida viviendo entre los Países Bajos y Trinidad y Tobago, donde en este último país fue condecorado con la más alta distinción presidencial.
Falleció en la mañana del 10 de abril de 2025, rodeado de su familia.